# Zdarzył się cud
Zdarzył się cud – amerykański dramat obyczajowy z 2003 roku. Film kręcono w Eurece.

## Fabuła
Mieszkańcy spokojnego miasteczka z rezygnacją poddają się codziennemu losowi. Sytuacja zmienia się, gdy jedna z kobiet zauważa, że znajdująca się w kościele figura Jezusa krwawi. Nagle osada staje się obiektem religijnych pielgrzymek, co ożywia miejscową gospodarkę oraz podnosi ludzi na duchu. Na miejscu pojawiają się również media, zainteresowane niecodziennym wydarzeniem. Wszyscy zaczynają zadawać sobie pytania o moralne wybory i rzeczywistą naturę łączących ich relacji.

## Obsada
- Rubén Blades jako Cruz
- Christina Cabot jako Stella
- Peter Fonda jako Ojciec Russell
- Mare Winningham jako Maisie
- Soledad St. Hilaire jako Josephina
- Jesse Borrego jako Hector Maldonado
- Frank Gerrish jako dr. Victor Castillo
- Scott Michael Campbell jako Brat Amos
- Bill Sage jako Lyle
- Eddy Martin jako Jose Maldonado

i inni